# 王聖 (漢)
王 聖（おう せい、生没年不詳）は、後漢の安帝の乳母。

## 経歴
清河王劉慶に迎えられ、清河王子劉祜（のちの安帝）の乳母をつとめた。安帝が即位すると、太后の鄧綏が臨朝称制して政権を握った。王聖は太后が安帝に政権を返す気がないと知ると、太后の兄の執金吾鄧悝が安帝を廃位して平原王劉翼を擁立しようとしていると誣告した。121年（建光元年）、鄧太后が死去すると、安帝は鄧氏一族を粛清し、平原王劉翼を廃位した。
王聖は野王君に封じられ、宦官の江京・樊豊らや娘の王伯栄とともに宮中と朝廷を専横し、恣肆暴虐を競った。124年（延光3年）、王聖らは皇太子劉保の乳母の王男や厨監の邴吉を誣告して殺した。さらに皇太子を陥れて廃位させ、済陰王に降格させた。
125年（延光4年）、安帝が死去すると、北郷侯劉懿（少帝）が皇帝に擁立された。安帝の皇后の兄である閻顕が御史を使嗾して樊豊を告発して処刑し、耿宝と王聖を失脚させた。王聖と王伯栄の母娘は雁門郡に流された。

## 伝記資料
- 『後漢書』巻78 列伝第68